# Siêu cúp Bóng đá Quốc gia 2015
Siêu cúp Bóng đá Quốc gia 2015 (với tên gọi Siêu cúp Bóng đá Quốc gia 2015 – Cúp THACO) là trận chung kết lần thứ 17 của Siêu cúp bóng đá Việt Nam. Trận đấu diễn ra lúc 16h00 ngày 30 tháng 1 năm 2016 giữa hai đội bóng Becamex Bình Dương (vô địch giải bóng đá quốc gia 2015) và Hà Nội T&T (á quân cúp quốc gia 2015) trên sân Thanh Hóa.
Becamex Bình Dương đã có sự khởi đầu thuận buồm xuôi gió cho mùa giải mới khi đánh bại Hà Nội T&T với tỷ số 2-0 trong trận tranh Siêu Cúp Quốc gia 2015 với cả hai bàn thắng của đội bóng đất Thủ đều được ghi do công của Quả bóng Vàng Việt Nam 2015 Nguyễn Anh Đức.
Với màn trình diễn ấn tượng trước Hà Nội T&T, QBV Việt Nam 2015, Nguyễn Anh Đức của Becamex Bình Dương giành trọn bộ danh hiệu cá nhân ở trận tranh Siêu cúp Quốc gia 2015 đó là người đầu tiên ghi bàn thắng trong trận đấu và được bình chọn danh hiệu cầu thủ xuất sắc nhất trận.

## Điều lệ trận đấu
Trận đấu được diễn ra áp dụng các luật thi đấu bóng đá theo quy định của FIFA cho một trận thi đấu ở giải chính thức. Sau khi kết thúc thời gian thi đấu chính thức nếu hai đội có tỉ số hòa nhau sẽ chính thức bước vào loạt sút luân lưu 11m để phân định thắng thua.
Câu lạc bộ chiến thắng sẽ đoạt cúp và giành giải thưởng gồm: cúp, bảng danh vị vô địch, huy chương vàng và số tiền 250 triệu đồng. Đội thua được nhận bảng danh vị á quân, kỷ niệm chương và số tiền 150 triệu đồng. Cầu thủ ghi bàn thắng đầu tiên và cầu thủ xuất sắc nhất trận đấu đều được nhận bảng danh vị và giải thưởng trị giá 10 triệu đồng.

## Nhà tài trợ
- Nhà tài trợ vàng: THACO
- Nhà tài trợ bạc: Tổng công ty Cổ phần Bia – Rượu – Nước giải khát Hà Nội (Habeco)

## Chi tiết trận đấu
| Becamex Bình Dương      | 2 - 0    | Hà Nội T&T |
| ----------------------- | -------- | ---------- |
| Nguyễn Anh Đức 37', 83' | Chi tiết |            |

| ● Nsi ● Anh Đức ● Công Vinh ● Quang Vinh ● Tấn Tài ● Moses ● Xuân Thành● Văn Hoàn ● Đình Luật ● Michal Nguyễn ● Tấn Trường |
| Bố trí đội hình của Becamex Bình Dương.                                                                                    |

| BECAMEX BÌNH DƯƠNG: |    |                            |     |       |
|                     |    |                            |     |       |
| GK                  | 1  | Bùi Tấn Trường             |     |       |
| RB                  | 2  | Âu Văn Hoàn                |     | 74'   |
| CB                  | 4  | Michal Nguyễn              |     |       |
| CB                  | 20 | Trương Đình Luật           |     |       |
| LB                  | 16 | Nguyễn Xuân Thành          |     |       |
| RM                  | 27 | Trịnh Quang Vinh           |     | 76'   |
| CM                  | 20 | Oloya Moses                |     |       |
| CM                  | 14 | Lê Tấn Tài                 | 88' |       |
| LM                  | 28 | Lê Công Vinh               |     | 90+2' |
| ST                  | 11 | Nguyễn Anh Đức (C)         |     |       |
| ST                  | 21 | Christian José Amougou Nsi |     |       |
| Cầu thủ dự bị:      |    |                            |     |       |
| GK                  | 29 | Nguyễn Quốc Thiện Esele    |     |       |
| CM,CDM              | 18 | Nguyễn Tăng Tuấn           |     |       |
| CB                  | 5  | Nguyễn Xuân Luân           |     |       |
| CB                  | 25 | Trần Đức Cường             |     |       |
| RM,LM               | 19 | Trương Huỳnh Phú           |     |       |
| CDM                 | 24 | Nguyễn Trung Tín           |     |       |
| CM,CDM              | 15 | Đặng Văn Thành             |     | 76'   |
| CM,CDM              | 23 | Nguyễn Trọng Huy           |     | 90+2' |
| LB                  | 6  | Đặng Văn Robert            |     | 74'   |
| Huấn luyện viên:    |    |                            |     |       |
| Nguyễn Thanh Sơn    |    |                            |     |       |

| HÀ NỘI T&T:      |    |                              |       |     |
|                  |    |                              |       |     |
| GK               | 18 | Trần Anh Đức                 |       |     |
| RB               | 99 | Nguyễn Xuân Nam              |       |     |
| CB               | 16 | Nguyễn Thành Chung           |       |     |
| CB               | 20 | Gonzalo Damian Marronkle (C) |       |     |
| LB               | 29 | Phạm Đức Huy                 |       |     |
| CDM              | 8  | Víctor Ormazábal             |       |     |
| RM               | 10 | Nguyễn Văn Quyết             |       |     |
| CM               | 28 | Đỗ Duy Mạnh                  | 90+4' |     |
| CM               | 88 | Đỗ Hùng Dũng                 |       | 86' |
| LM               | 11 | Phạm Thành Lương             | 25'   | 83' |
| ST               | 39 | Hoàng Vũ Samson              |       |     |
| Cầu thủ dự bị:   |    |                              |       |     |
| GK               | 30 | Nguyễn Văn Công              |       |     |
| LB,RB            | 2  | Nguyễn Đại Đồng              |       |     |
| LB,RB            | 92 | Sầm Ngọc Đức                 |       |     |
| CB               | 6  | Đào Duy Khánh                |       |     |
| CB               | 15 | Nguyễn Minh Hải              |       |     |
| CM               | 13 | Trần Văn Kiên                |       |     |
| CM               | 14 | Nguyễn Hồng Tiến             |       |     |
| ST               | 19 | Nguyễn Quang Hải             |       | 86' |
| ST               | 9  | Phạm Văn Thành               |       | 83' |
| Huấn luyện viên: |    |                              |       |     |
| Phan Thanh Hùng  |    |                              |       |     |

| THÔNG TIN TRẬN ĐẤU - Cầu thủ xuất sắc nhất trận: Nguyễn Anh Đức của Becamex Bình Dương ĐIỀU HÀNH TRẬN ĐẤU - Giám sát trận đấu: Lê Hồng Thái - Giám sát trọng tài: Lương Thế Tài - Điều phối viên: Đồng văn Chung - Trợ lý trọng tài 1: Phạm Mạnh Long - Trợ lý trọng tài 2: Võ Trung Hậu - Trọng tài thứ tư: Võ Quang Vinh | QUY ĐỊNH TRẬN ĐẤU - Thời gian thi đấu 90 Phút (Mỗi hiệp 45 phút, nghĩ giữa hiệp 15 phút). - Đá luân lưu nếu tỷ số hòa. - 9 cầu thủ dự bị. - Tối đa thay người 3 cầu thủ. |

| Siêu cúp bóng đá Việt Nam năm 2015 Nhà vô địch |
| ---------------------------------------------- |
| Becamex Bình Dương Vô địch lần thứ 4           |